# Stängsel

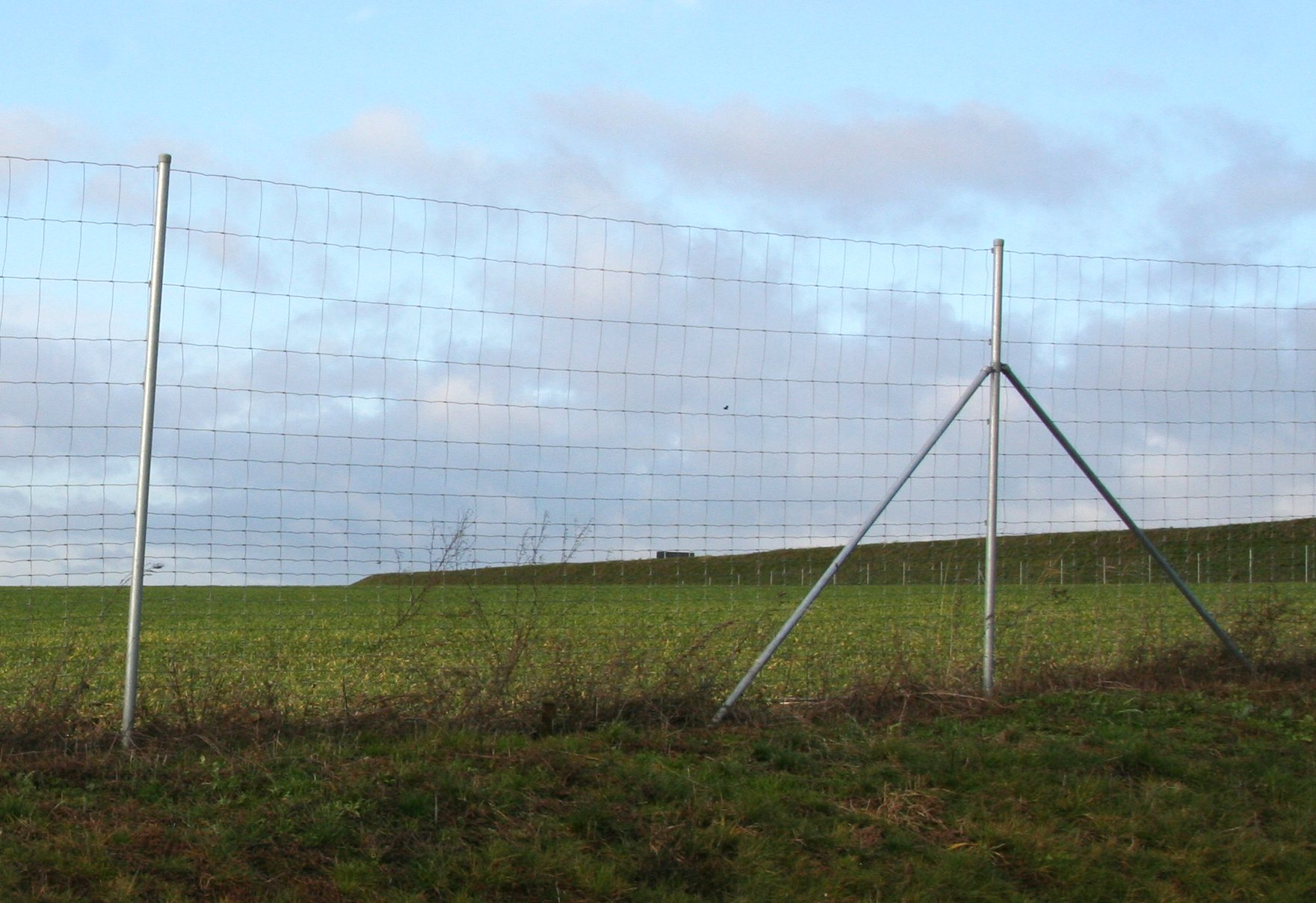
Ett viltstängsel

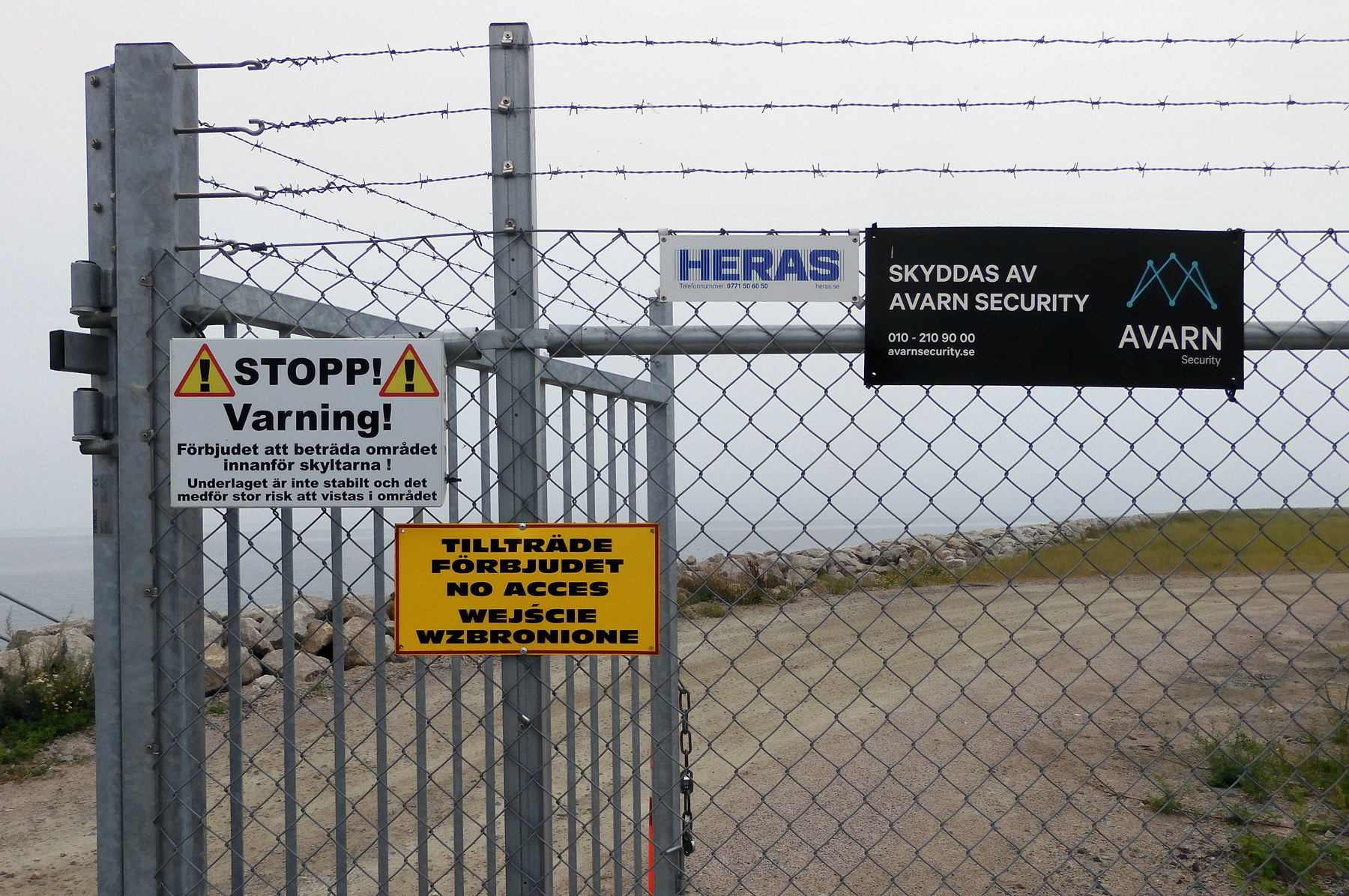
Stängsel vid ett bevakat område med förbjuden ingång.

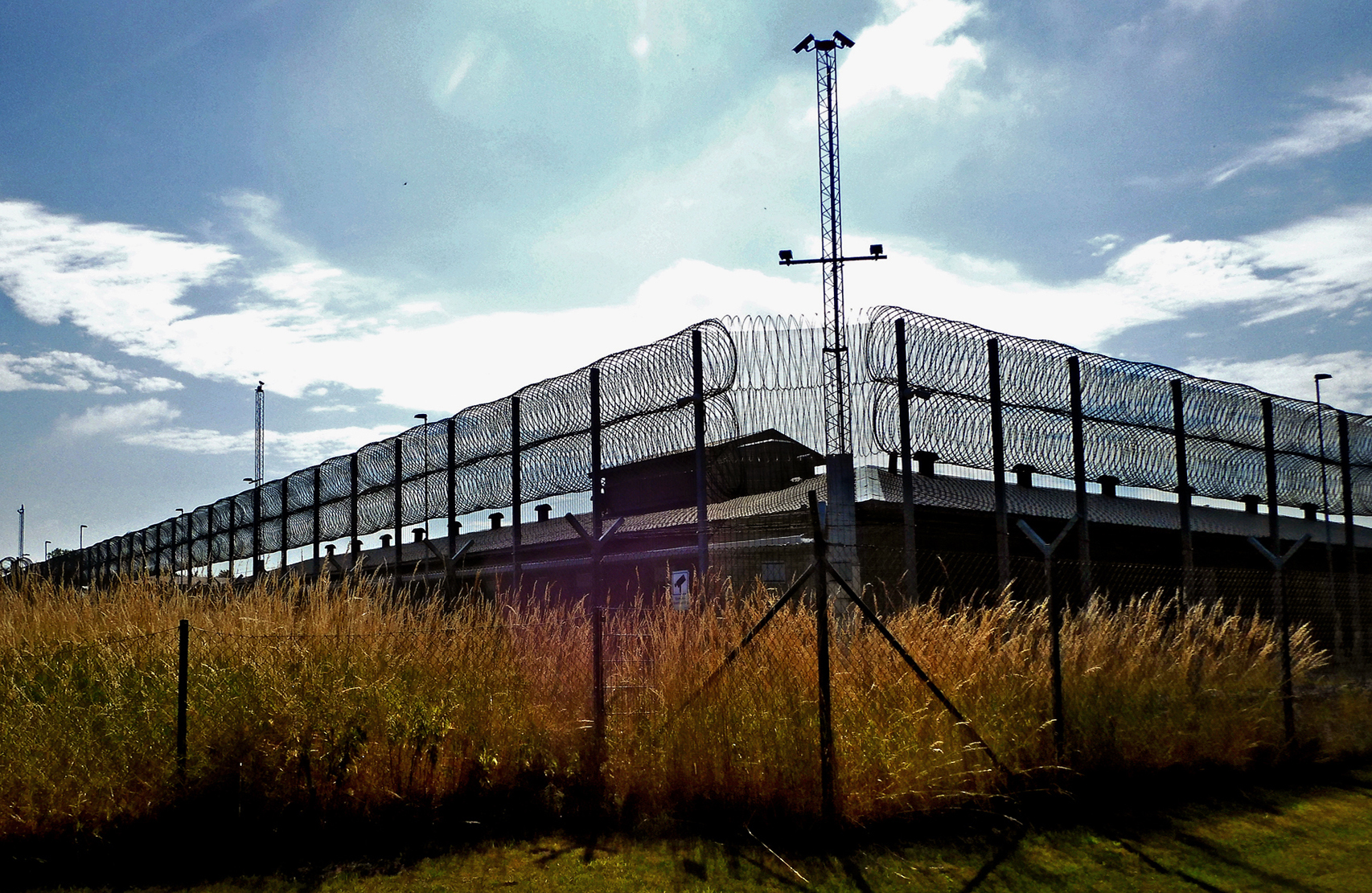
Stängsel med concertinatråd och taggtråd runt anstalten Ystad.

Ett stängsel är en anordning som hindrar passage. Ett stängsel skiljer sig från en mur genom att vara ihåligt.

## Inhägnad
En inhägnad är en avgränsad plats som omges av stängsel eller liknande. Ett exempel är ett hjorthägn.

## Typer av stängsel
- Industristängsel
- Viltstängsel
- Villastängsel
- Lantbruksstängsel
- Rovdjursavvisande stängsel
- Säkerhetsstängsel
- Staket
- Plank
- Taggtråd
- Gärdsgård
- Concertinatråd